# Thier de Caster

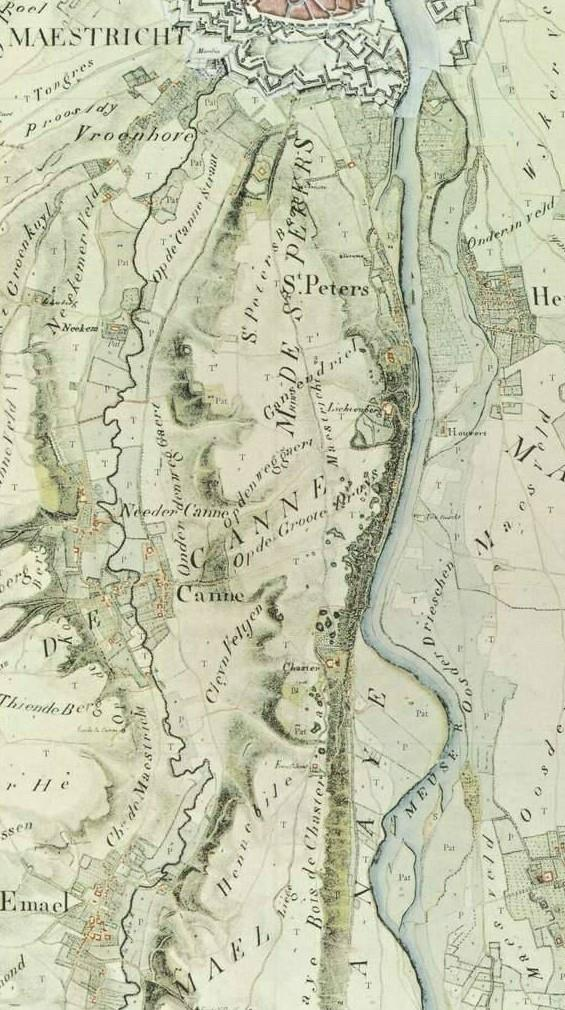
De Sint-Pietersberg op de Tranchotkaart uit 1828, waarbij het gebied op de oosthelling op de lijn van Canne tot op de lijn van Emael hoort bij de Thier de Caster

De Thier de Caster is een beschermd historisch gebied in de Belgische gemeente Wezet. Het gebied ligt in het zuidelijk deel van de Sint-Pietersberg in het Plateau van Caestert op de steile oosthelling van het plateau naar het Maasdal, ten westen van Klein-Ternaaien. Het kenmerkt zich door de Maaswandhelling met daarin talrijke mergelgroeves.
Het gebied wordt in het noorden begrensd door de grens met Nederland, in het oosten onderaan de helling aan de achterzijde van de tuinen of huizen van Klein-Ternaaien, in het zuiden tot aan de Sluizen van Ternaaien bij het Albertkanaal, in het zuidwesten schuin omhoog tot aan de bosrand bovenop het plateau, grotendeels bosrand volgend en in het westen de Rue de Caster/Luikerweg volgend tot aan de grens met Nederland.

## Bouwwerken
In het gebied staat bovenop het plateau de monumentale Hoeve Caestert. Vroeger stond er achter de hoeve het Kasteel Caestert en de Kapel van Caestert, maar beide werden in 1972 gesloopt.
Ondergronds zijn er door de eeuwen heen verschillende mergelgroeves uitgehouwen, waaronder de Caestertgroeve, Grafkelder van Caestert, Kasteelgroeve, Groeve Ternaaien-Boven, Groeve Ternaaien-Midden en Groeve Ternaaien-Beneden. Ook is er een dagbouwgroeve waar mergel werd gewonnen, de Verloren Vallei.

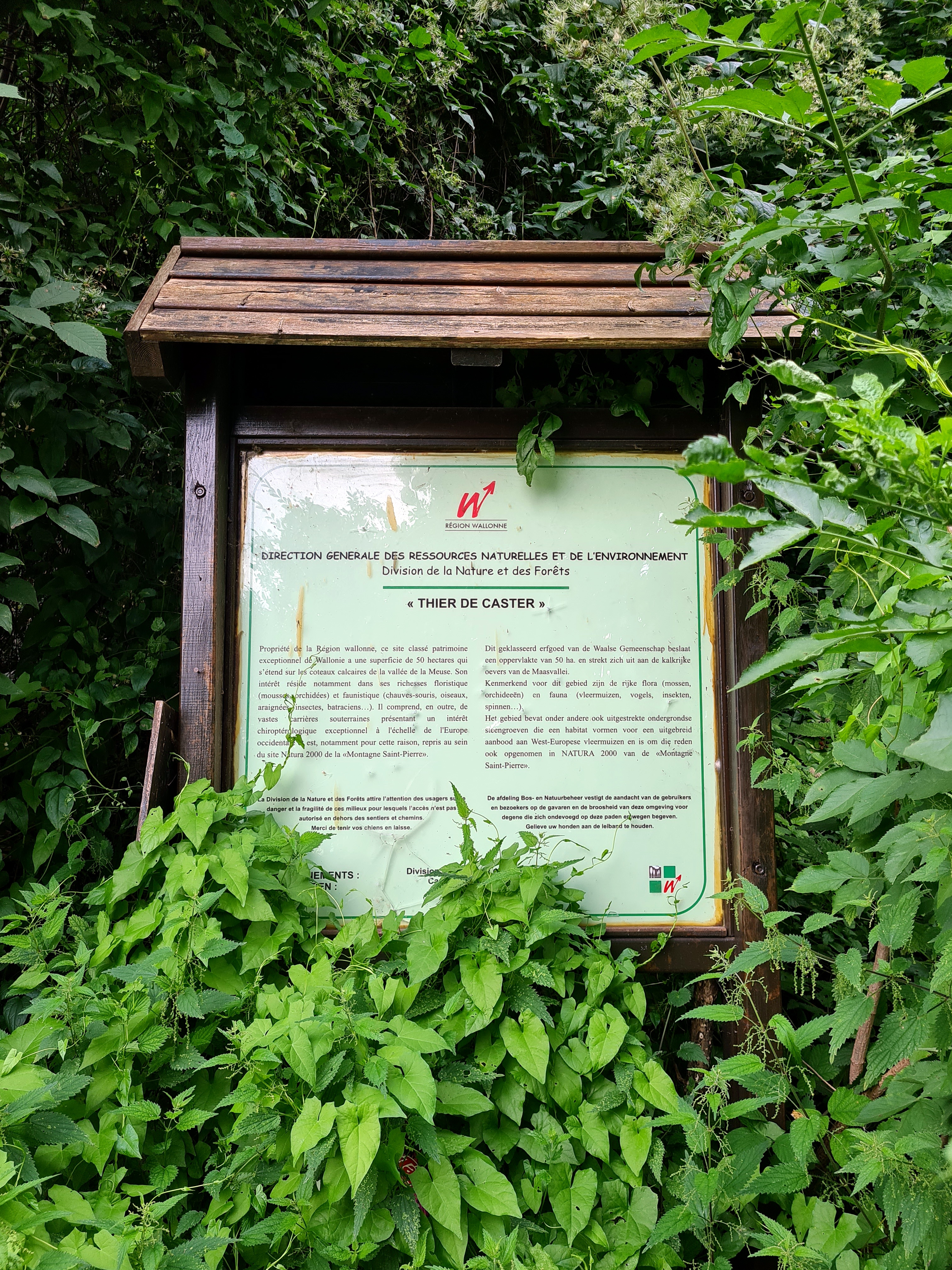
Informatiebord
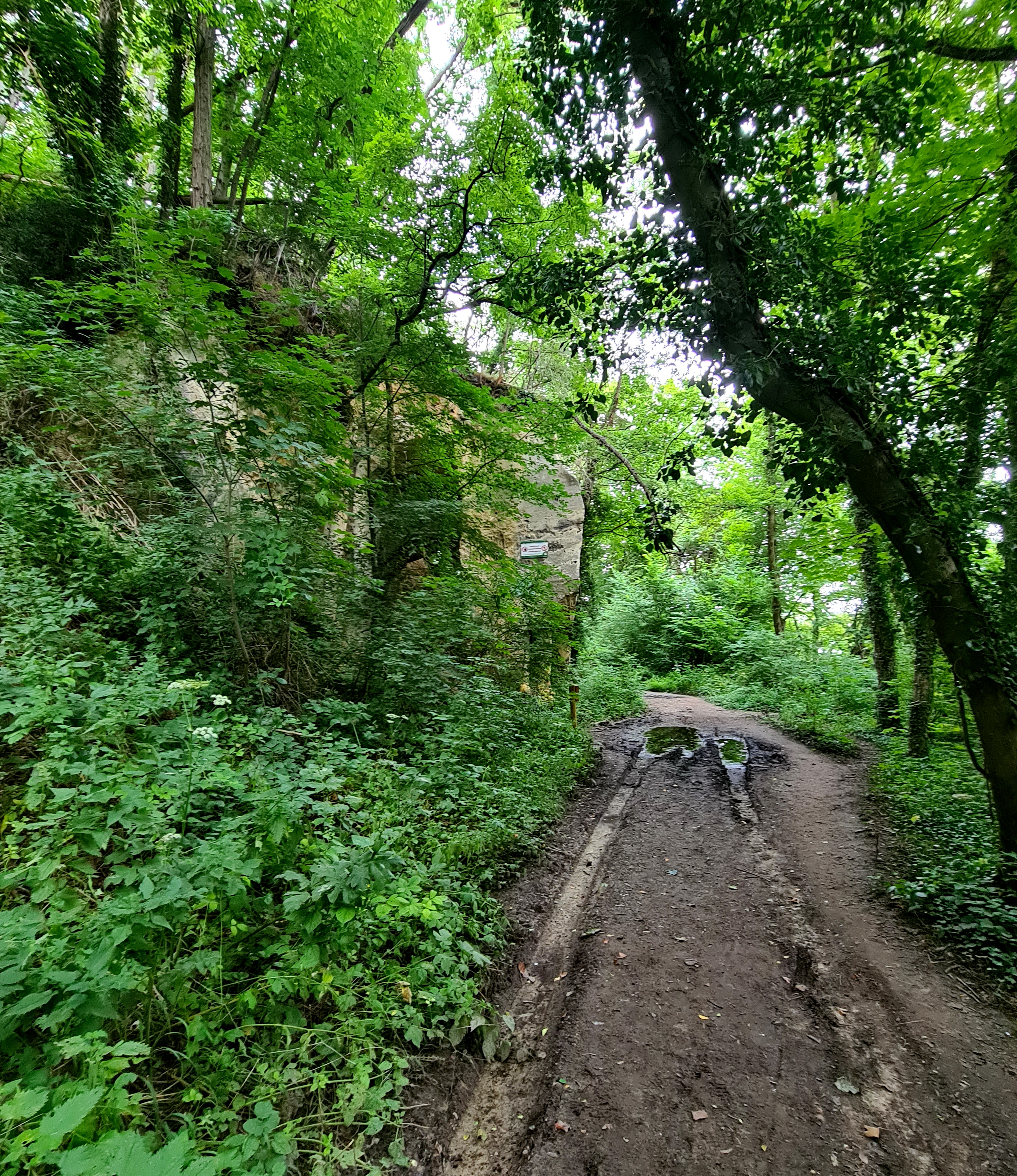
Bospad
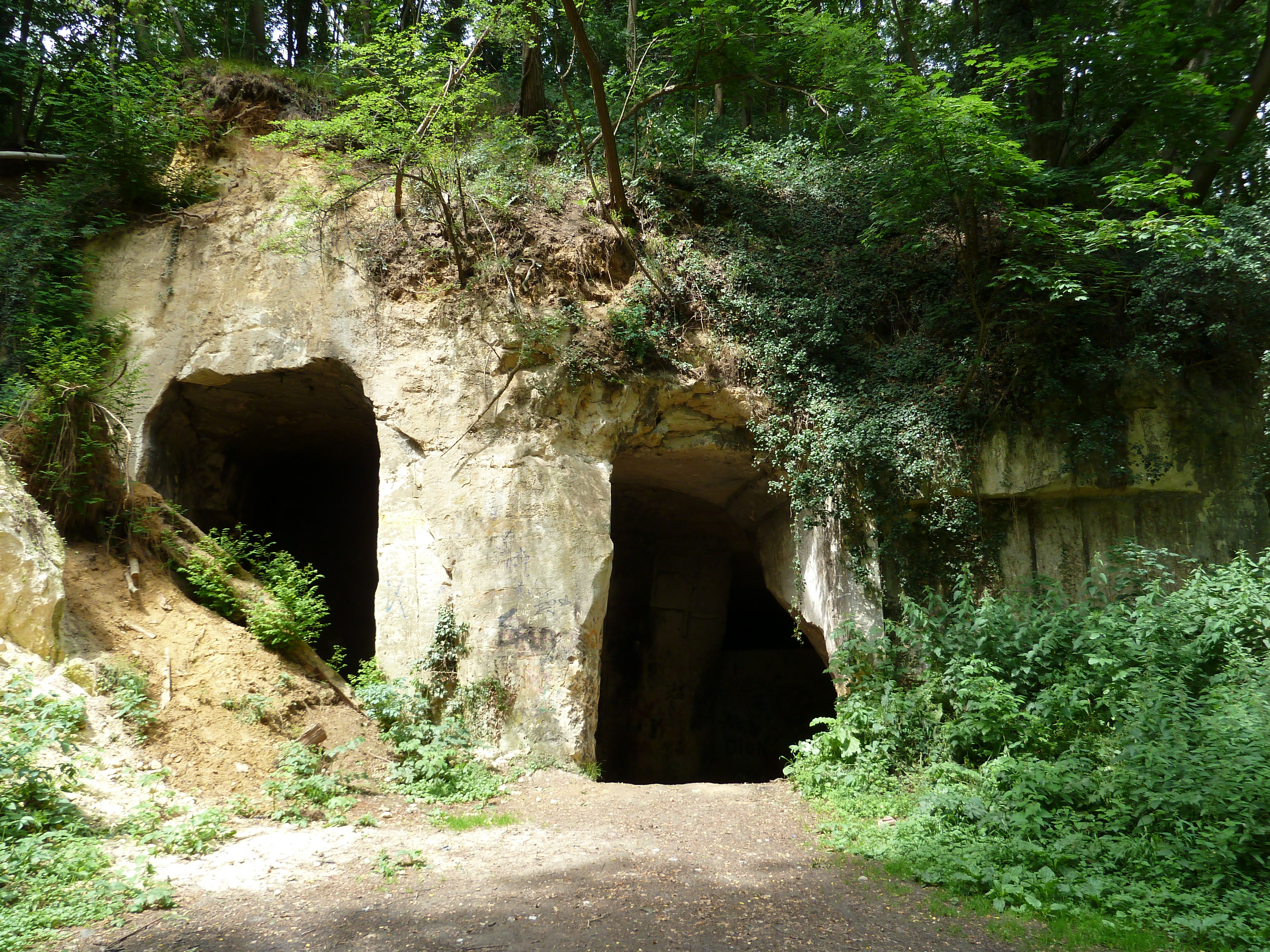
Verloren Vallei
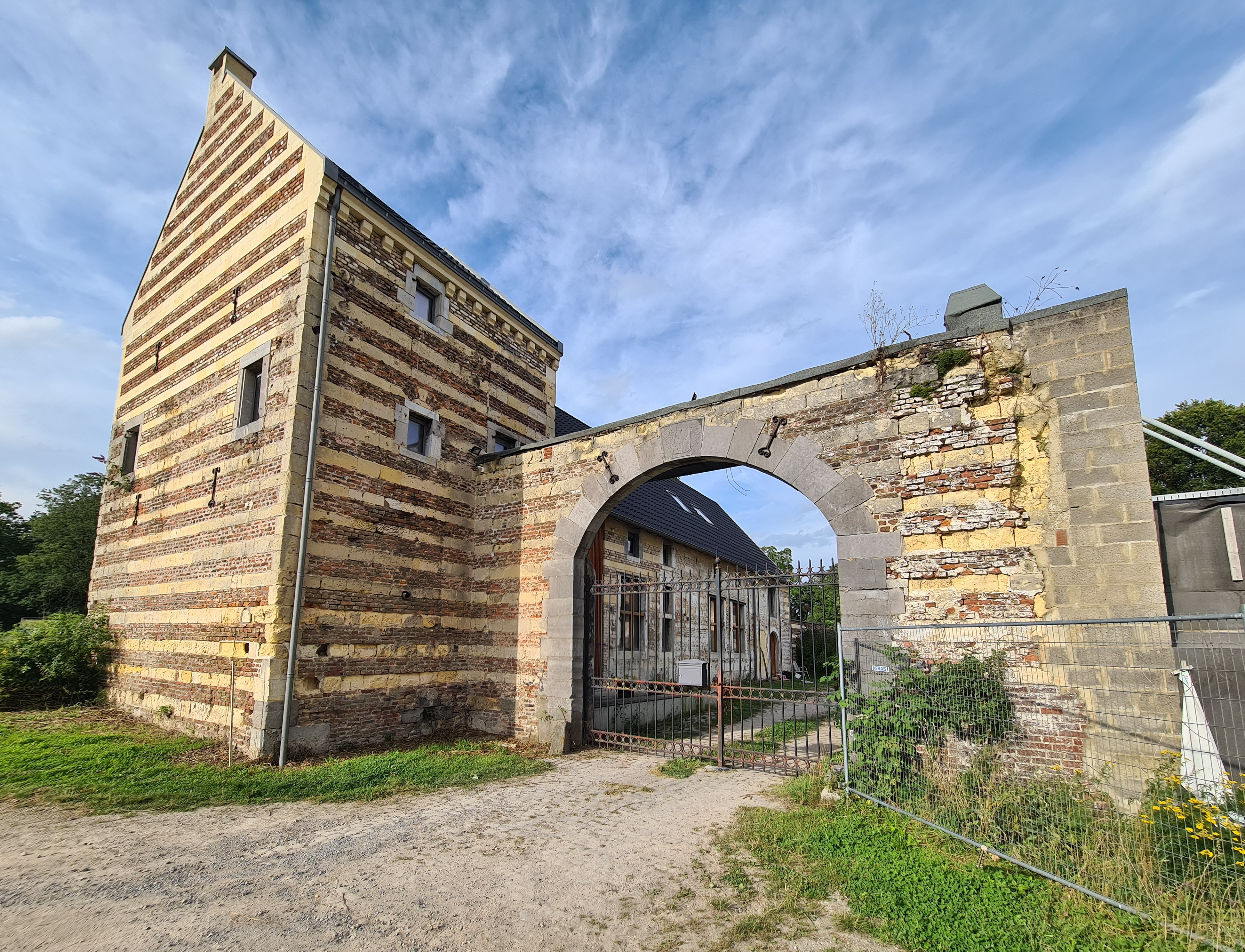
Hoeve Caestert